# NGC 2364
NGC 2364 este o galaxie situată în constelația Licornul. A fost descoperită în 8 ianuarie 1831 de către John Herschel.